# Geaune
Geaune település Franciaországban, Landes megyében. Lakosainak száma 763 fő (2022. január 1.). Geaune Castelnau-Tursan, Clèdes, Mauries, Payros-Cazautets, Pécorade és Sorbets községekkel határos.

## Népesség
A település népességének változása:
| Lakosok száma | 599  | 697  | 723  | 732  | 712  | 676  | 668  | 723  | 750  | 763  |
|               | 1968 | 1982 | 1990 | 2006 | 2013 | 2015 | 2017 | 2019 | 2020 | 2022 |